# Monaldi & Sorti

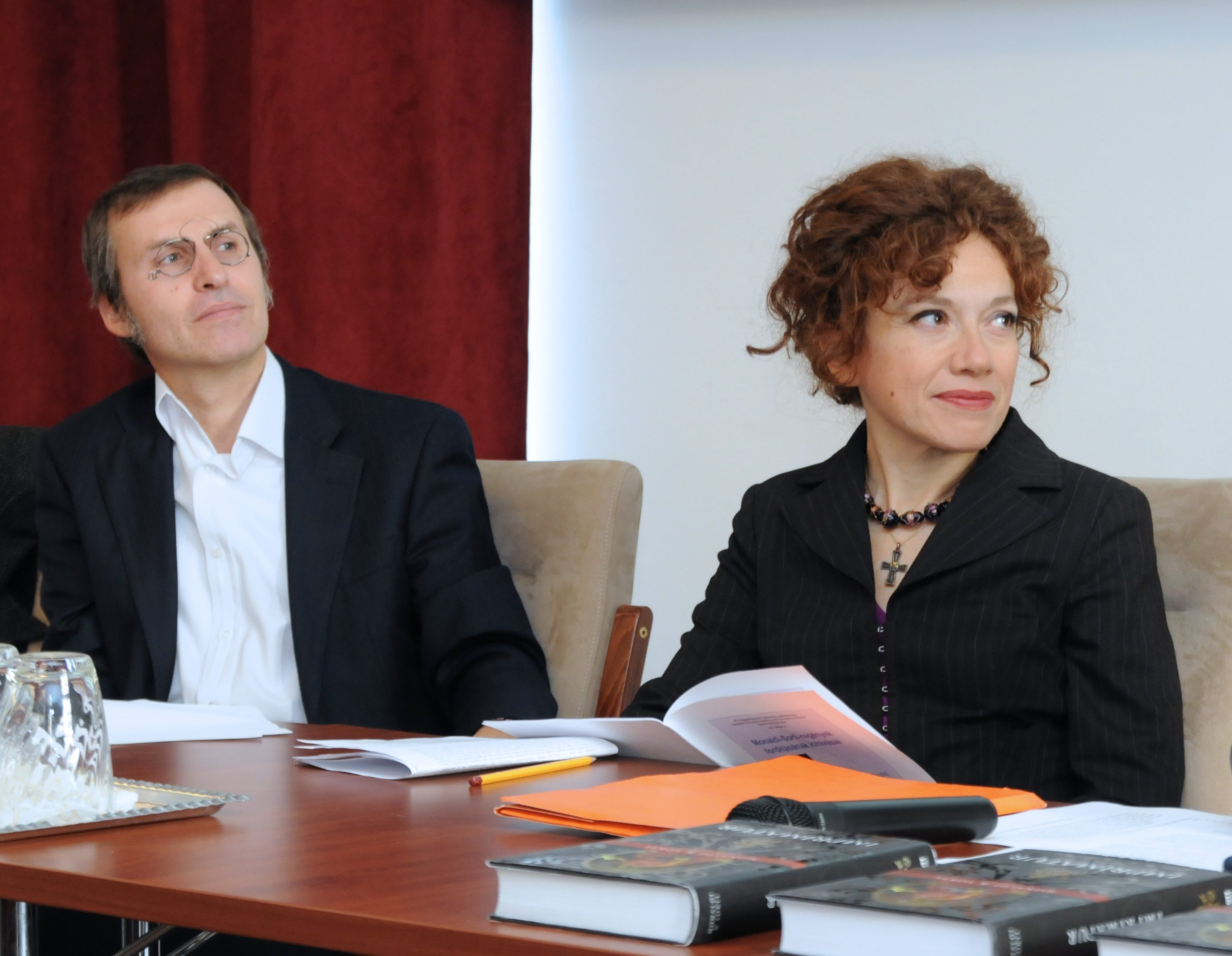
Francesco Sorti und Rita Monaldi 2013

Rita Monaldi (* 1966) und Francesco P. Sorti (* 1964) sind ein italienisches Ehepaar, das gemeinsam historische Romane verfasst. Sie leben in Wien.

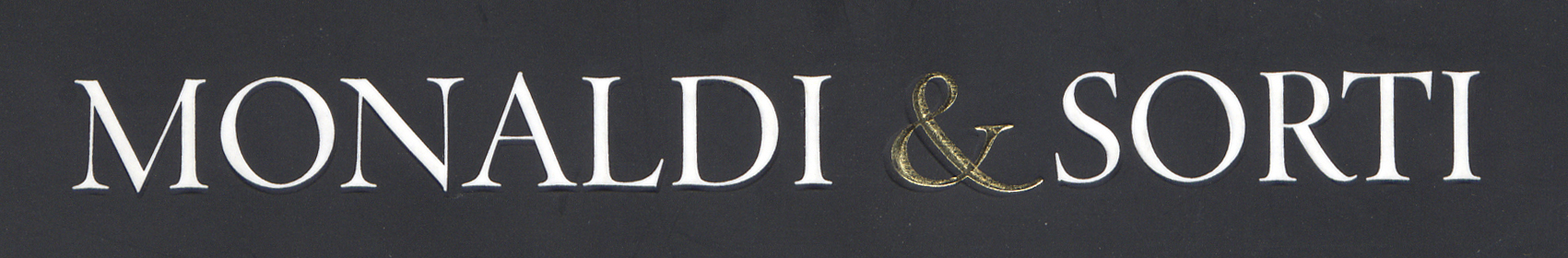
Schriftzug der Autoren auf der gebundenen Ausgabe von Imprimatur (claassen Verlag)

## Die Autoren
Rita Monaldi ist eine italienische Journalistin, die ihren Abschluss in Klassischer Philologie machte und sich auf die Geschichte der Religionen spezialisierte. Sie arbeitete einige Jahre als Journalistin, bis sie Francesco kennenlernte und begann, mit ihm ganze zehn Jahre lang für ihr erstes Buch Imprimatur zu recherchieren.
Francesco Sorti ist ein italienischer Journalist, der seinen Abschluss in Musikwissenschaft gemacht hat, sich vor allem für die Zeit des Barocks begeistert und sich auf das 17. Jahrhundert spezialisierte. Auch er arbeitete einige Jahre als Journalist, bevor er begann, mit seiner Frau für ihre Buchreihe zu recherchieren.

## Kontroversen umImprimaturund Exil

Buchcover der gebundenen deutschen Ausgabe von Imprimatur

Buchcover der gebundenen deutschen Ausgabe von Secretum

Die beiden Autoren arbeiten derzeit an einer siebenteiligen Buchreihe deren jeweilige Buchtitel nach eigenen Angaben dem Zitat Imprimatur secretum, veritas mysterium. Unicum … (übersetzt: Auch beim Öffentlichmachen eines Geheimnisses, bleibt die Wahrheit ein Mysterium. Allein …) folgen, wobei stets die letzten zwei Wörter (und damit Buchtitel) weggelassen werden. In dieser spielt Atto Melani (* 1626, † 1714), italienischer Kastrat, Diplomat, Schriftsteller und Spion des Sonnenkönigs Ludwig XIV., eine der zentralen Figuren. Die ersten drei Teile sind bereits erschienen.
Während ihrer jahrelangen Recherchen für den ersten Teil, Imprimatur, fanden sie eine Schrift Melanis an Ludwig XIV., welche unter dem Titel Die Geheimnisse der Konklaven und die Laster der Kardinäle (ISBN 3-608-93737-4) herausgegeben wurde.
Eine der maßgeblichen Entdeckungen der beiden Autoren waren die Zusammenhänge zwischen Papst Innozenz XI. und Wilhelm III. (auch Wilhelm von Oranien), bei denen ersterer den protestantischen Wilhelm im Krieg gegen den Sonnenkönig Ludwig den XIV. sowie den englischen König Jakob II. (auch James II.), einen gefestigten Katholiken, unterstützt hat. Die Veröffentlichung des ersten Buches, in der diese Zusammenhänge beschrieben und mit Dokumenten belegt wurden, war zudem zeitlich nah zu dem Prozess der Heiligsprechung Innozenz’ XI., die durch die Veröffentlichung des Buches abgebrochen wurde, da dieser durch die finanzielle Unterstützung von Wilhelm III. den protestantischen Glauben in England festigte und den katholischen stark schwächte.
Da diese und andere Entdeckungen der beiden Autoren in den Büchern veröffentlicht wurden, hagelte es starke Kritik von Angehörigen der katholischen Kirche, die nach Vermutung der beiden Autoren auch maßgeblich dafür verantwortlich waren, dass ihr Erstlingswerk Imprimatur nach der 1. Auflage von 15.000 Stück in dem Verlag Mondadori nicht erneut aufgelegt wurde, obwohl sowohl Leser als auch die Autoren selber starkes Interesse an einer weiteren Auflage äußerten. Es gab jedoch trotz Platzierung 4 in der italienischen Bestsellerliste keine neue Auflage des Buches, was Francesco Sorti damit begründete, „dass wir wahrscheinlich einen hohen Geistlichen im Vatikan geärgert haben, wir wissen allerdings nicht wen, und danach wollte niemand mehr mit uns zu tun haben […]“ (“Evidently we managed to upset someone senior in the Vatican, we do not know who, and after that no one would deal with us […]”, Francesco Sorti in einem Interview mit dem Daily Telegraph) Dies bestätigte ein Journalist der RAI (Radiotelevisione Italiana) in einem anonymen Interview, in dessen Verlauf er das Buch in Italien als Tabu bezeichnete.
Die beiden Autoren hatten nach der Veröffentlichung auch große Schwierigkeiten, die Rechte an ihrem eigenen Buch von dem Verlag zurückzugewinnen, um es im selbstgewählten Exil wiederauflegen zu lassen, was sie gleich lehrte, in Zukunft die Rechte an ihren Büchern gar nicht erst abzutreten.
In dem Interview mit dem britischen Daily Telegraph gaben Monaldi und ihr Mann weiterhin diese Zusammenhänge zwischen Innozenz XI. und Wilhelm III. als Auslöser für den offensichtlichen Boykott ihres Buches in Italien an. Sie bekamen des Weiteren großflächig die Abneigung und negative Haltung der katholischen Kirche und der Bevölkerung zu spüren, wobei sie sogar als Kriminelle bezeichnet wurden. Daraufhin wählten sie das Exil in Wien, von wo aus sie Imprimatur im niederländischen Verlag De Bezige Bij nach vier Jahren wieder auf Italienisch veröffentlichen konnten, allerdings mit der selbstgewählten Einschränkung, dass das Buch nur über das Internet oder in italienischen Buchläden außerhalb Italiens vertrieben wird.
Ein Sprecher des Vatikans kommentierte den Veröffentlichungsstop des Buches damit, „dass es merkwürdig ist, dass sie uns der Verschwörung bezichtigen. Wenn ihr historischer Roman 15.000 Exemplare in Italien verkaufen konnte, sollten sie glücklich sein. Das sind außergewöhnlich gute Zahlen für so eine Art Buch.“ (“It seems strange that they would accuse us of conspiracy. Certainly, if their historical novel has managed to sell 15,000 copies in Italy, they should be happy. This is a good figure for that type of book.”)
Der Verlag Mondadori widersprach den Absatzzahlen des Buches durch einen Vertreter und meinte „dass wir [der Verlag] die italienischen Verleger der Werke Dan Browns sind, welche viel schwieriger zu veröffentlichen waren; wodurch ich zu dem Schluss komme, dass wir nicht durch die Vermutungen in diesem Buch beunruhigt wurden.“ (“We are the Italian publishers of Dan Brown [the author of The Da Vinci Code], which was much harder to release, so I don’t think we would have been troubled by the suggestions in this book.”)

## Werke
- Imprimatur.
  - Mondadori, Mailand 2002, ISBN 88-04-50360-2 (Erstveröffentlichung auf Italienisch)
  - 1. Aufl., Claassen Verlag, München 2003, ISBN 978-3-546-00335-3.
  - 1. Aufl., List Taschenbuch, Berlin 2005, ISBN 978-3-548-60508-1.
  - De Bezige Bij, Amsterdam 2006, ISBN 978-90-234-2168-9 (Exilveröffentlichung).

- Secretum:
  - 1. Aufl., Claassen Verlag, München 2005, ISBN 978-3-546-00367-4.
  - List Taschenbuch, Berlin 2006, ISBN 978-3-548-60679-8.

- Veritas:
  - 2. Aufl., Kindler Verlag, München 2007, ISBN 978-3-463-40521-6.
  - Rowohlt Taschenbuchverlag, Reinbek 2008, ISBN 978-3-499-24612-8.

- Die Zweifel des Salaì („I dubbi di Salaì“):
  - Kindler Verlag, München 2008, ISBN 978-3-463-40522-3.
  - Rowohlt, Reinbek 2010, ISBN 978-3-499-24597-8.

- Die Entdeckung des Salaì („L’uovo di Salaì“):
  - Kindler-Verlag, Reinbek 2009, ISBN 978-3-463-40523-0.

- Versluiering (Verschleierung) 2011.

noch nicht auf Deutsch erschienen.
Es handelt sich um das Gegenstück zum Roman „Mysterium der Zeit“.
- Das Mysterium der Zeit:
  - Aufbau-Verlag, 2011, 1. Aufl., ISBN 978-3746629667.

- Die Reform des Salaì („La Riforma di Salaì“) 2012:
  - Aufbau-Verlag, 2014, 1. Aufl., ISBN 978-3-351-03565-5